# Mallocera umbrosa
Mallocera umbrosa là một loài bọ cánh cứng trong họ Cerambycidae.